# Uska
Uska (Škoj od Uske) je nenaseljeni otočić uz južnu obalu Lastova, nedaleno Skrivene Luke. 
Površina otoka je 3640 m2, a visina oko 4 metra.

## Vanjske poveznice
|  | Zajednički poslužitelj ima još gradiva o temi Uska |